# Sante Ferrato
Sante Ferrato (Tribano, 26 febbraio 1902 – 24 giugno 1977) è stato un ciclista su strada italiano, professionista dal 1927 al 1928.

## Carriera
Iniziò a correre nel 1921 fra i dilettanti, ottenendo una vittoria in una corsa nella città di Gorizia. Dopo il servizio militare iniziò nel 1923 una nuova stagione e si mise in luce come dilettante, cominciando a vincere diverse corse e, nel 1924, arrivò anche il successo nel Piccolo Giro di Lombardia, corsa per dilettanti sulla falsariga del Giro di Lombardia. Nel 1925 vinse poi il campionato italiano su pista nella specialità del mezzofondo.
Nel 1927, passato professionista come individuale, si piazzò in due tappe del Giro d'Italia, secondo nell'ottava tappa, a Bari, e terzo nella dodicesima, a Treviso; chiuse la corsa rosa al diciassettesimo posto. Nel 1928, tra le file dell'Atala-Pirelli, concluse il Giro d'Italia in cinquantasettesima posizione.

## Palmarès
- 1925 (dilettanti)

Astico-Brenta
Piccolo Giro di Lombardia

## Piazzamenti

### Grandi Giri
- Giro d'Italia

1927: 17º
1928: 57º